# Volleyball Casalmaggiore 2020-2021
Questa voce raccoglie le informazioni riguardanti il Volleyball Casalmaggiore nelle competizioni ufficiali della stagione 2020-2021.

## Stagione
Nella stagione 2020-21 il Volleyball Casalmaggiore assume la denominazione sponsorizzata di Vbc Èpiù Casalmaggiore.
Raggiunge gli ottavi di finale nella Supercoppa italiana, eliminata dal San Casciano.
Partecipa per l'ottava volta alla Serie A1; chiude la regular season di campionato all'undicesimo posto in classifica, qualificandosi per i play-off scudetto, dove viene eliminata negli ottavi di finale dalla Chieri '76, senza disputare alcuna partita a causa della positività di diverse giocatrici al COVID-19.

## Organigramma societario
Area direttiva
- Presidente: Massimo Boselli

Area tecnica
- Allenatore: Carlo Parisi
- Allenatore in seconda: Christian Piazzese
- Scout man: Marco Bolzoni

Area sanitaria
- Fisioterapista: Andrea D'Auria, Andrea Fellini, Diego Marutti
- Preparatore atletico: Giacomo Drusiani

## Rosa
| N° | Nome                  | Ruolo | Data di nascita  | Nazionalità sportiva |
| -- | --------------------- | ----- | ---------------- | -------------------- |
| 2  | Federica Stufi        | C     | 22 marzo 1988    | Italia               |
| 3  | Carli Lloyd           | P     | 6 agosto 1989    | Stati Uniti          |
| 4  | Laura Partenio        | S     | 29 dicembre 1991 | Italia               |
| 5  | Immacolata Sirressi   | L     | 19 maggio 1990   | Italia               |
| 6  | Francesca Bonciani    | P     | 25 maggio 1992   | Italia               |
| 7  | Rosamaria Montibeller | S/O   | 9 aprile 1994    | Brasile              |
| 8  | Marianna Maggipinto   | L     | 5 gennaio 1996   | Italia               |
| 9  | Laura Melandri        | C     | 31 gennaio 1995  | Italia               |
| 10 | Tereza Vanžurová      | O     | 4 aprile 1991    | Rep. Ceca            |
| 11 | Michela Ciarrocchi    | C     | 16 dicembre 1999 | Italia               |
| 14 | Ananda Marinho        | P     | 3 maggio 1989    | Brasile              |
| 15 | Kara Bajema           | S     | 24 marzo 1998    | Stati Uniti          |
| 16 | Elica Vasileva        | S     | 13 maggio 1990   | Bulgaria             |
| 18 | Dayana Kosareva       | S     | 24 agosto 1999   | Italia               |

## Mercato
| Acquisti | Acquisti              | Acquisti              | Acquisti   |
| R.       | Nome                  | da                    | Modalità   |
| -------- | --------------------- | --------------------- | ---------- |
| S        | Kara Bajema           | -                     | definitivo |
| P        | Francesca Bonciani    | Hermaea               | definitivo |
| C        | Michela Ciarrocchi    | Pinerolo              | definitivo |
| S        | Dayana Kosareva       | Savino Del Bene       | definitivo |
| P        | Carli Lloyd           | Eczacıbaşı            | definitivo |
| P        | Ananda Marinho        | -                     | definitivo |
| C        | Laura Melandri        | Bergamo               | definitivo |
| S/O      | Rosamaria Montibeller | Wealth Planet Perugia | definitivo |
| S        | Laura Partenio        | Filottrano            | definitivo |
| L        | Immacolata Sirressi   | Bergamo               | definitivo |
| O        | Tereza Vanžurová      | Cuneo Granda          | definitivo |
| S        | Elica Vasileva        | AGIL                  | definitivo |

| Cessioni | Cessioni         | Cessioni              | Cessioni   |
| R.       | Nome             | a                     | Modalità   |
| -------- | ---------------- | --------------------- | ---------- |
| P        | Ana Antonijević  | Alba-Blaj             | definitivo |
| S        | Caterina Bosetti | AGIL                  | definitivo |
| P        | Letizia Camera   | Savino Del Bene       | definitivo |
| S        | Kenia Carcaces   | Wealth Planet Perugia | definitivo |
| O        | Danielle Cuttino | Minas                 | definitivo |
| S        | Alessia Fiesoli  | Pinerolo              | definitivo |
| P        | Carli Lloyd      | -                     | ritirata   |
| C        | Mina Popović     | Savino Del Bene       | definitivo |
| S        | Lana Ščuka       | Yeşilyurt             | definitivo |
| L        | Ilaria Spirito   | Roma Club             | definitivo |
| S        | Elica Vasileva   | Savino Del Bene       | definitivo |
| C        | Tiziana Veglia   | Millenium Brescia     | definitivo |
| C/O      | Lara Vukasović   | HAOK Mladost          | definitivo |

## Risultati

### Serie A1

#### Girone di andata
| 1ª giornata - 20 settembre 2020 PalaVerde, Villorba             | Imoco           | 3 - 1 | Casalmaggiore         | 23-25, 25-12, 25-15, 25-19        |
| 2ª giornata - 26 settembre 2020 PalaRadi, Cremona               | Casalmaggiore   | 1 - 3 | Trentino Rosa         | 24-26, 25-22, 21-25, 24-26        |
| 3ª giornata - 4 ottobre 2020 Palazzetto dello sport, Bergamo    | Bergamo         | 0 - 3 | Casalmaggiore         | 12-25, 23-25, 18-25               |
| 4ª giornata - 10 ottobre 2020 PalaRadi, Cremona                 | Casalmaggiore   | 3 - 0 | Wealth Planet Perugia | 25-17, 25-20, 25-17               |
| 5ª giornata - 14 ottobre 2020 Palazzetto dello Sport, Scandicci | Savino Del Bene | 3 - 1 | Casalmaggiore         | 12-25, 25-22, 25-19, 25-19        |
| 6ª giornata - 18 ottobre 2020 PalaRadi, Cremona                 | Casalmaggiore   | 0 - 3 | Chieri '76            | 17-25, 24-26, 19-25               |
| 8ª giornata - 28 ottobre 2020 PalaTerdoppio, Novara             | AGIL            | 3 - 0 | Casalmaggiore         | 25-17, 25-18, 25-18               |
| 9ª giornata - 9 febbraio 2021 PalaPiantanida, Busto Arsizio     | UYBA            | 3 - 0 | Casalmaggiore         | 25-18, 25-22, 25-15               |
| 10ª giornata - 4 novembre 2020 PalaRadi, Cremona                | Casalmaggiore   | 3 - 2 | Millenium Brescia     | 25-21, 22-25, 20-25, 25-15, 15-9  |
| 11ª giornata - 7 novembre 2020 PalaRadi, Cremona                | Casalmaggiore   | 2 - 3 | Pro Victoria          | 23-25, 25-20, 25-16, 24-26, 13-15 |
| 12ª giornata - 14 novembre 2020 Nelson Mandela Forum, Firenze   | San Casciano    | 3 - 0 | Casalmaggiore         | 25-12, 32-30, 25-21               |
| 13ª giornata - 21 novembre 2020 PalaRadi, Cremona               | Casalmaggiore   | 3 - 0 | Cuneo Granda          | 25-22, 31-29, 28-26               |

#### Girone di ritorno
| 14ª giornata - 16 dicembre 2020 PalaRadi, Cremona            | Casalmaggiore         | 1 - 3 | Imoco           | 16-25, 16-25, 25-23, 18-25        |
| 15ª giornata - 18 febbraio 2021 PalaSanbapolis, Trento       | Trentino Rosa         | 3 - 2 | Casalmaggiore   | 16-25, 25-23, 12-25, 25-19, 15-10 |
| 16ª giornata - 20 dicembre 2020 PalaRadi, Cremona            | Casalmaggiore         | 3 - 2 | Bergamo         | 29-27, 25-19, 20-25, 17-25, 15-9  |
| 17ª giornata - 3 febbraio 2021 PalaEvangelisti, Perugia      | Wealth Planet Perugia | 0 - 3 | Casalmaggiore   | 18-25, 21-25, 17-25               |
| 18ª giornata - 9 gennaio 2021 PalaRadi, Cremona              | Casalmaggiore         | 1 - 3 | Savino Del Bene | 18-25, 25-17, 22-25, 21-25        |
| 19ª giornata - 17 gennaio 2021 PalaMaddalene, Chieri         | Chieri '76            | 3 - 0 | Casalmaggiore   | 25-19, 25-11, 25-19               |
| 21ª giornata - 5 gennaio 2021 PalaRadi, Cremona              | Casalmaggiore         | 1 - 3 | AGIL            | 19-25, 12-25, 25-22, 25-27        |
| 22ª giornata - 6 marzo 2021 PalaRadi, Cremona                | Casalmaggiore         | 1 - 3 | UYBA            | 22-25, 25-23, 20-25, 19-25        |
| 23ª giornata - 14 febbraio 2021 PalaGeorge, Montichiari      | Millenium Brescia     | 3 - 1 | Casalmaggiore   | 25-20, 18-25, 25-23, 25-19        |
| 24ª giornata - 23 gennaio 2021 Palazzetto dello Sport, Monza | Pro Victoria          | 3 - 1 | Casalmaggiore   | 25-23, 24-26, 25-23, 25-13        |
| 25ª giornata - 29 gennaio 2021 PalaRadi, Cremona             | Casalmaggiore         | 3 - 0 | San Casciano    | 25-18, 29-27, 25-21               |
| 26ª giornata - 27 febbraio 2021 PalaCastagnaretta, Cuneo     | Cuneo Granda          | 3 - 2 | Casalmaggiore   | 23-25, 25-19, 32-30, 16-25, 15-11 |

#### Play-off scudetto
| Ottavi di finale (gara 1) - - PalaRadi, Cremona     | Casalmaggiore | - | Chieri '76    | annullata |
| Ottavi di finale (gara 2) - - PalaMaddalene, Chieri | Chieri '76    | - | Casalmaggiore | annullata |

### Supercoppa italiana
| Ottavi di finale - 30 agosto 2020 PalaRadi, Cremona | Casalmaggiore | 2 - 3 | San Casciano | 25-23, 22-25, 25-17, 25-27, 13-15 |

## Statistiche

### Statistiche di squadra
| Competizione        | Punti | In casa | In casa | In casa | In trasferta | In trasferta | In trasferta | Totale | Totale | Totale |
| Competizione        | Punti | G       | V       | P       | G            | V            | P            | G      | V      | P      |
| ------------------- | ----- | ------- | ------- | ------- | ------------ | ------------ | ------------ | ------ | ------ | ------ |
| Serie A1            | 22    | 12      | 5       | 7       | 12           | 2            | 10           | 24     | 7      | 17     |
| Supercoppa italiana | -     | 1       | 0       | 1       | -            | -            | -            | 1      | 0      | 1      |
| Totale              | -     | 13      | 5       | 8       | 12           | 2            | 10           | 25     | 7      | 18     |

G = partite giocate; V = partite vinte; P = partite perse

### Statistiche dei giocatori
| Giocatore      | Serie A1 | Serie A1 | Serie A1 | Serie A1 | Serie A1 | Supercoppa italiana | Supercoppa italiana | Supercoppa italiana | Supercoppa italiana | Supercoppa italiana | Totale | Totale | Totale | Totale | Totale |
| Giocatore      | P        | PT       | AV       | MV       | BV       | P                   | PT                  | AV                  | MV                  | BV                  | P      | PT     | AV     | MV     | BV     |
| -------------- | -------- | -------- | -------- | -------- | -------- | ------------------- | ------------------- | ------------------- | ------------------- | ------------------- | ------ | ------ | ------ | ------ | ------ |
| K. Bajema      | 23       | 209      | 180      | 22       | 7        | 1                   | 0                   | 0                   | 0                   | 0                   | 24     | 209    | 180    | 22     | 7      |
| F. Bonciani    | 23       | 17       | 5        | 8        | 4        | 0                   | 0                   | 0                   | 0                   | 0                   | 23     | 17     | 5      | 8      | 4      |
| M. Ciarrocchi  | 24       | 27       | 13       | 10       | 4        | 1                   | 0                   | 0                   | 0                   | 0                   | 25     | 27     | 13     | 10     | 4      |
| D. Kosareva    | 16       | 151      | 120      | 16       | 15       | 0                   | 0                   | 0                   | 0                   | 0                   | 16     | 151    | 120    | 16     | 15     |
| C. Lloyd       | -        | -        | -        | -        | -        | 1                   | 0                   | 0                   | 0                   | 0                   | 1      | 0      | 0      | 0      | 0      |
| M. Maggipinto  | 16       | 0        | 0        | 0        | 0        | 1                   | 0                   | 0                   | 0                   | 0                   | 17     | 0      | 0      | 0      | 0      |
| A. Marinho     | 21       | 16       | 11       | 1        | 4        | -                   | -                   | -                   | -                   | -                   | 21     | 16     | 11     | 1      | 4      |
| L. Melandri    | 22       | 185      | 122      | 58       | 5        | 1                   | 17                  | 12                  | 5                   | 0                   | 23     | 202    | 134    | 63     | 5      |
| R. Montibeller | 24       | 408      | 379      | 25       | 4        | 1                   | 21                  | 19                  | 2                   | 0                   | 25     | 429    | 398    | 27     | 4      |
| L. Partenio    | 10       | 90       | 83       | 5        | 2        | 1                   | 16                  | 13                  | 2                   | 1                   | 11     | 106    | 96     | 7      | 3      |
| I. Sirressi    | 24       | 0        | 0        | 0        | 0        | 1                   | 0                   | 0                   | 0                   | 0                   | 25     | 0      | 0      | 0      | 0      |
| F. Stufi       | 23       | 148      | 114      | 31       | 3        | 1                   | 12                  | 12                  | 0                   | 0                   | 24     | 160    | 126    | 31     | 3      |
| T. Vanžurová   | 19       | 39       | 33       | 2        | 4        | 1                   | 18                  | 14                  | 2                   | 2                   | 20     | 57     | 47     | 4      | 6      |
| E. Vasileva    | 11       | 129      | 112      | 16       | 1        | -                   | -                   | -                   | -                   | -                   | 11     | 129    | 112    | 16     | 1      |

P = presenze; PT = punti totali; AV = attacchi vincenti; MV = muri vincenti; BV = battute vincenti